# Eberhard Becker (Organist)
Eberhard Becker (* 16. September 1950 in Siegen) ist ein deutscher Kirchenmusiker, Kantor und Organist. Er wirkte von 1981 bis zu seiner Pensionierung 2014 an der Marienkirche Reutlingen.

## Leben und Werk

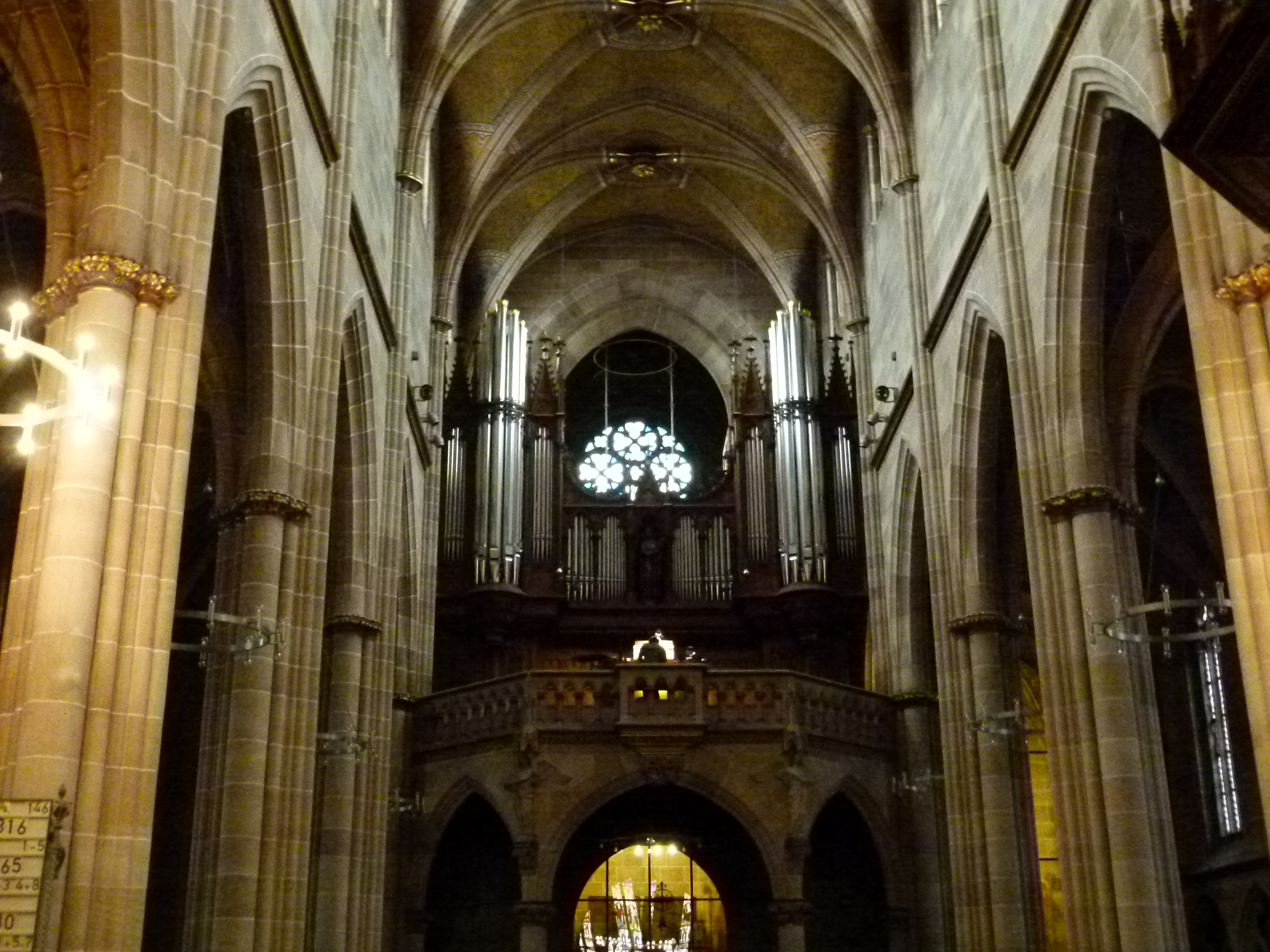
Marienkirche Reutlingen, 33 Jahre Arbeitsort Eberhard Beckers

Eberhard Becker wuchs in der Nähe von Siegen auf. Er studierte evangelische Kirchenmusik in Berlin und legte anschließend sein A-Examen ab. Er wirkte zunächst ab 1976 fünf Jahre als Bezirkskantor in Crailsheim. 1981 ging er als Kantor und Kirchenmusiker mit der Aussicht auf eine Erneuerung der sich damals in einem schlechten Zustand befindenden Weigle-Orgel an die Marienkirche in Reutlingen. Die Renovierungspläne für dieses Instrument erfüllten sich, bedingt durch den Tod eines verantwortlichen Förderers, zunächst nicht. Auf Beckers Rat hin wurde schließlich ein neues Instrument der österreichischen Orgelbaufirma Rieger in das historische Gehäuse von Heinrich Dolmetsch eingebaut. Das neue Instrument erklang ab dem ersten Reutlinger Orgelsommer 1988. Ab 1990, anlässlich der 900-Jahr-Feier der Stadt Reutlingen, etablierte Eberhard Becker diese Musikreihe fest im Kulturleben der Stadt. Es gab in der Folge Gastspiele bedeutender Organisten und auch bedeutende Oratorienaufführungen wie beispielsweise 1995 Georg Friedrich Händels Messias in der Reutlinger Marienkirche.
Eberhard Becker förderte vor allem Aufführungen von Werken des Barock und der Romantik. Die Aufführung von Johann Sebastian Bachs Weihnachtsoratorium bot er mehrmals in der Form, wie Bach dies selbst vorgesehen hatte mit sechs Kantaten in sechs Gottesdiensten. Eberhard Becker setzte auch als Organist in Reutlingen Zeichen. „Sein energiesprühendes, durch technische Schwierigkeit kaum zu bremsendes Spiel machte die Marienkirche gemeinsam mit den vielen Gastspielen zu einem Mekka für Orgelfans.“ Becker spielt zuweilen auch heute (Stand Mai 2023) an den „Markttagen“ (dienstags und samstags) oder auch in Gottesdiensten die Reutlinger Marienorgel. Sein Sohn Friedemann Becker wirkt ebenfalls als Kantor und Organist, zunächst in Offenbach und später in Travemünde.